# 1952年アメリカ合衆国大統領選挙
1952年アメリカ合衆国大統領選挙（1952ねんアメリカがっしゅうこくだいとうりょうせんきょ、英語: United States presidential election, 1952）は、1952年11月6日に行われたアメリカ合衆国大統領選挙（第42回）。アメリカ合衆国とソビエト連邦の間の冷戦が最も緊張した時期の一つにあるときに行われた。
アメリカ合衆国上院では共和党でウィスコンシン州選出の上院議員ジョセフ・マッカーシーが、合衆国政府内の共産主義者スパイの問題で議会調査の議長を務めたことで国民的な人物になった。マッカーシーのいわゆる「魔女狩り」は、国全体の緊張感と2年間におよぶ朝鮮戦争で損失の多い手詰まりとなった後の疲労感と結びつき、大統領選挙でも激しい戦いの場が用意された。現職大統領で民主党のハリー・S・トルーマンは出馬しない決断を下し、民主党はその代わりにイリノイ州知事のアドレー・スティーブンソンを候補に指名した。スティーブンソンはイリノイ州では知識人で雄弁な弁舌家という評判があった。共和党は人気のある戦争の英雄ドワイト・D・アイゼンハワーで対抗し、地滑り的勝利を得て、20年間続いた民主党のホワイトハウス支配を終わらせた。

## 候補者の指名

### 共和党の指名
共和党の指名争いは、党の中道東部組織の候補者となったアイゼンハワー将軍と、長い間党の保守派指導者だったオハイオ州選出の上院議員ロバート・タフト、1944年と1948年の共和党大統領候補者のニューヨーク州知事トマス・E・デューイに率いられる党中道派の指導者を先ず引き継いだカリフォルニア州のアール・ウォレンの間の争いとなった。中道派は介入主義の傾向があり、アメリカは海外で冷戦と戦い、ソ連のヨーロッパやアジアでの攻勢に対抗する必要があると感じていた。1930年代のニューディール政策で創られた社会福祉政策の大半を喜んで受け入れる傾向もあった。中道派はまた、共和党が大統領選挙で負け続けていることを終わらせることに関心があった。個人的に人気のあるアイゼンハワーならば、民主党候補を破る可能性が強いと感じていた。タフト上院議員に率いられる保守派は中西部と南部の一部に地盤があった。保守派はニューディール社会福祉政策の多くを廃止したいと思っていた。対外政策では、多く非干渉主義であり、アメリカは諸外国との同盟を避けるべきと考えていた。タフト上院議員は1940年と1948年に共和党の指名候補に挙がっていたが、2回ともニューヨーク州の中道候補に敗れていた。選挙運動が始まったときに62歳になっていたタフトは、この1952年選挙が指名を得るための最後のチャンスだということを率直に認め、それが支持者達を懸命にさせることになった。タフトの弱点はあまりに保守的で議論を呼ぶために大統領選挙には勝てないと党の多くのボス達が恐れたことであり、このことは遂に克服されなかった。
アイゼンハワーは出馬に応じた後で、その支持者が候補者名簿に彼の名前を書いたニューハンプシャー州予備選挙で大きな勝利を掴み、タフト陣営を動揺させた。しかし、それ以降の共和党全国大会までの予備選挙では2人の間でほぼ互角の戦いが続き、党大会が開会される時の指名争いは予断を許さない情勢だった。

#### 共和党全国大会
共和党の指名候補者

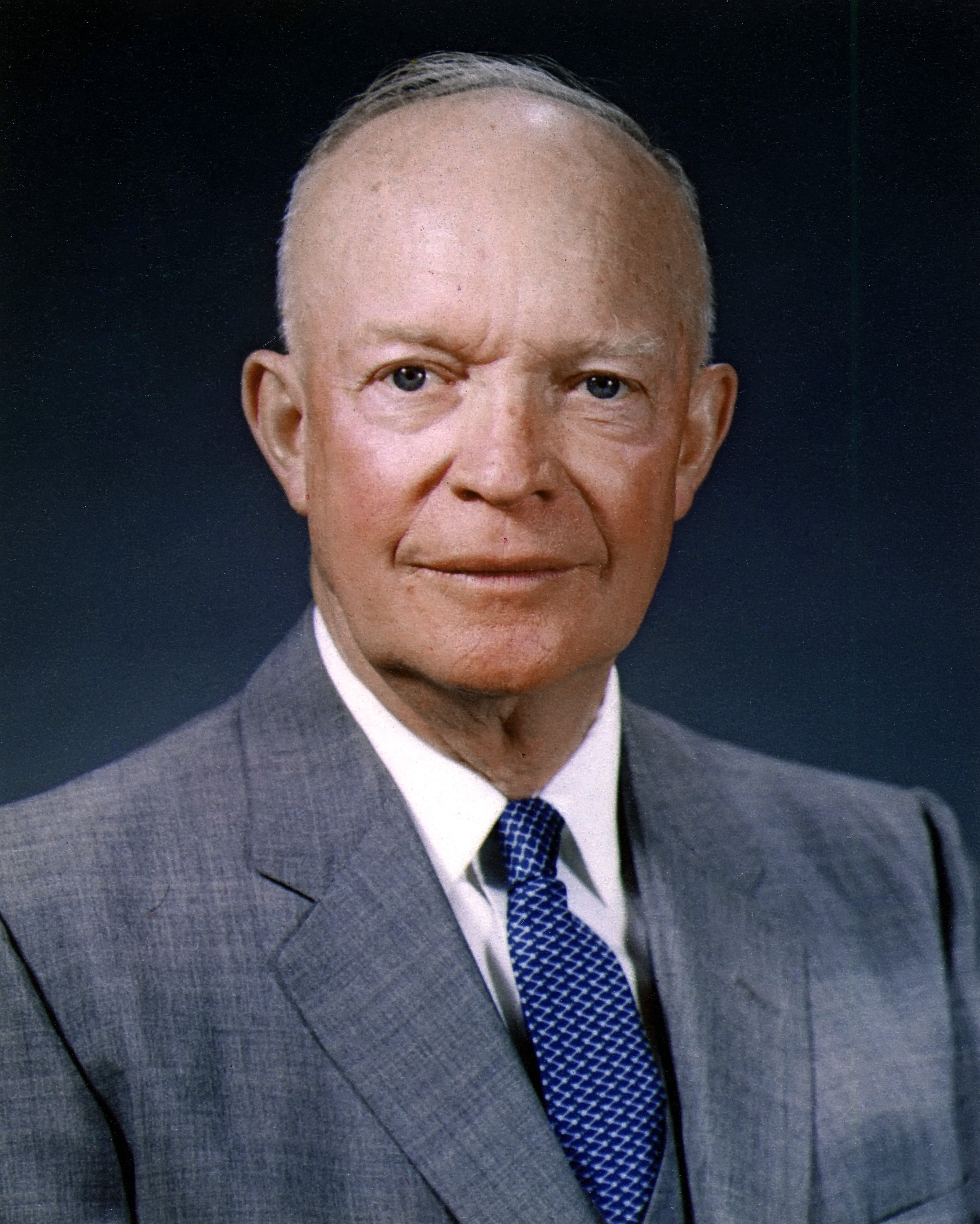
ドワイト・D・アイゼンハワー、アメリカ陸軍将軍、カンザス州出身
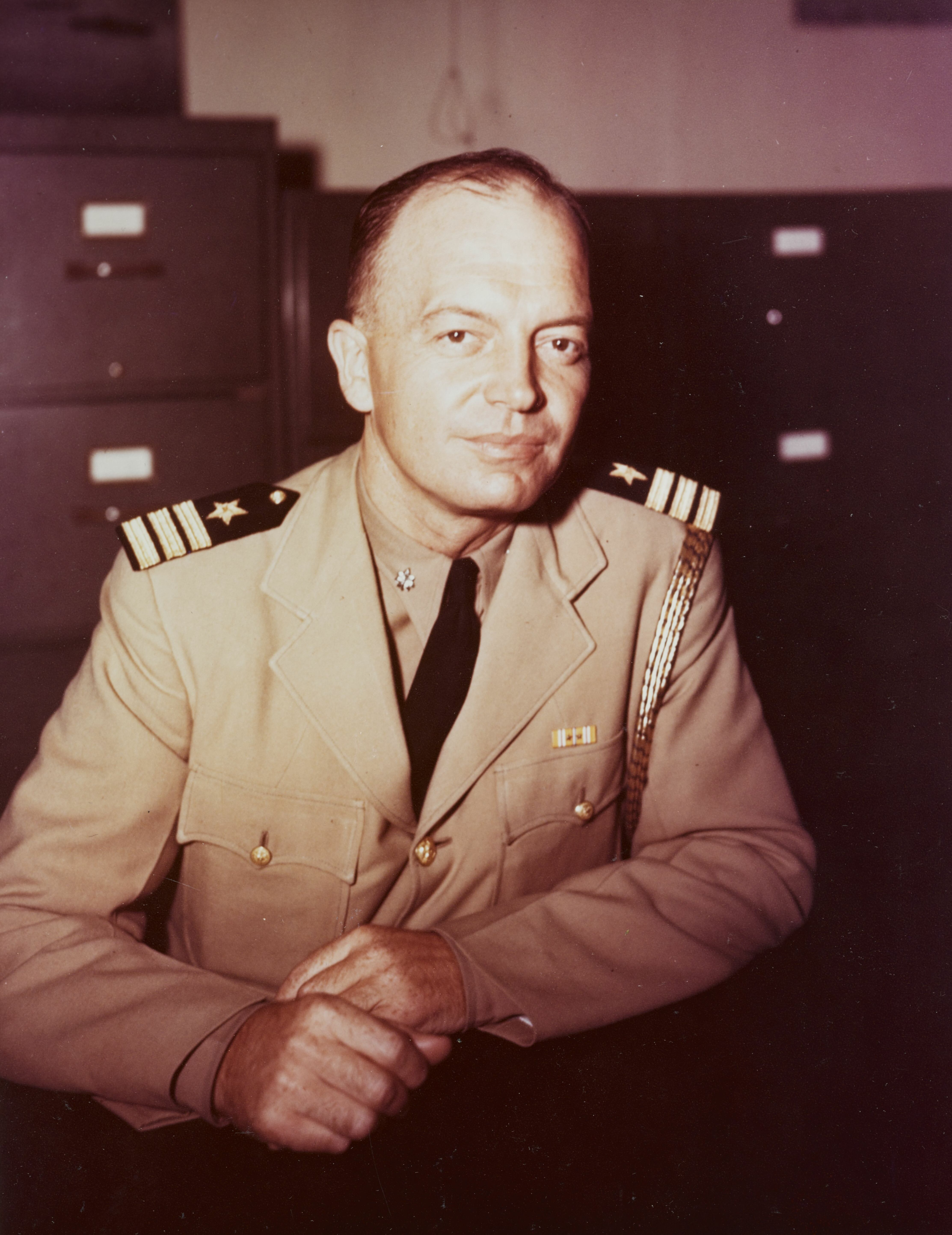
ハロルド・スタッセン、元ミネソタ州知事
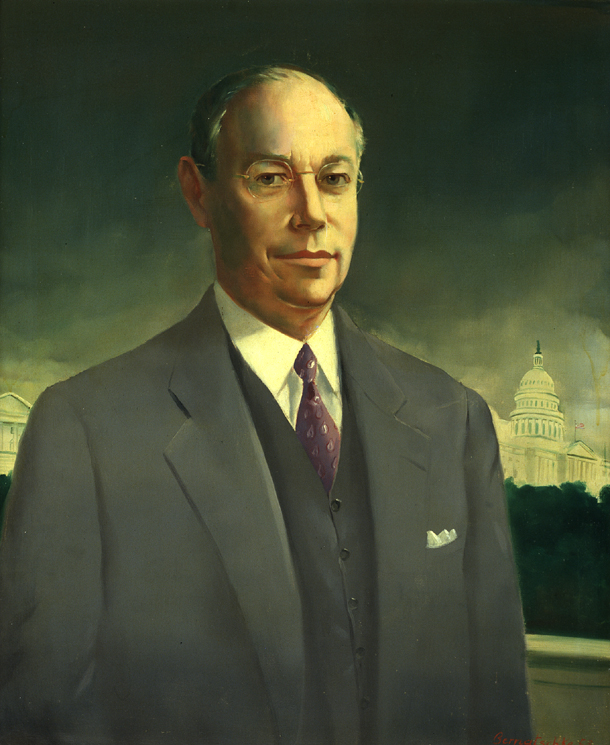
ロバート・タフト、オハイオ州選出アメリカ合衆国上院議員
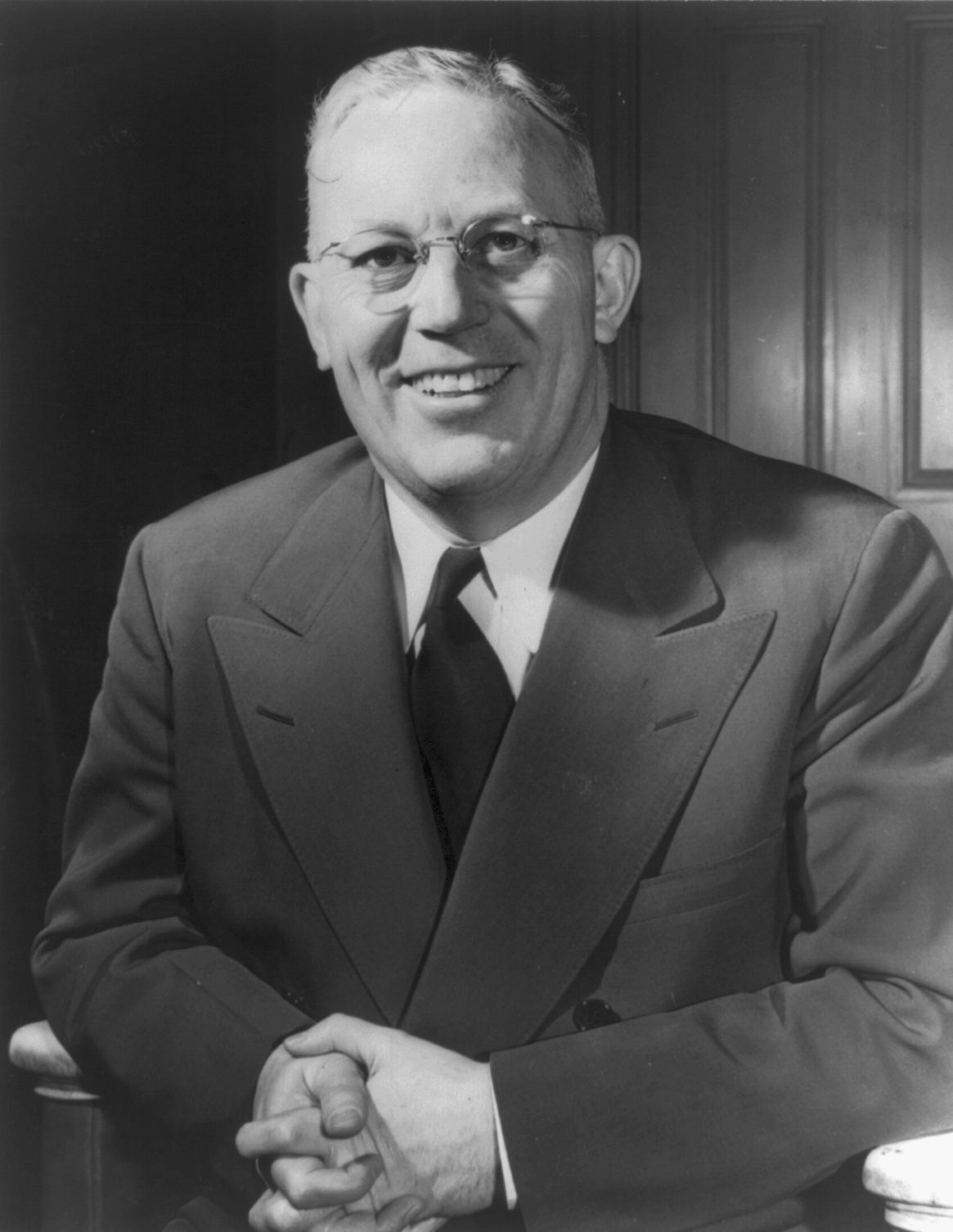
アール・ウォレン、カリフォルニア州知事

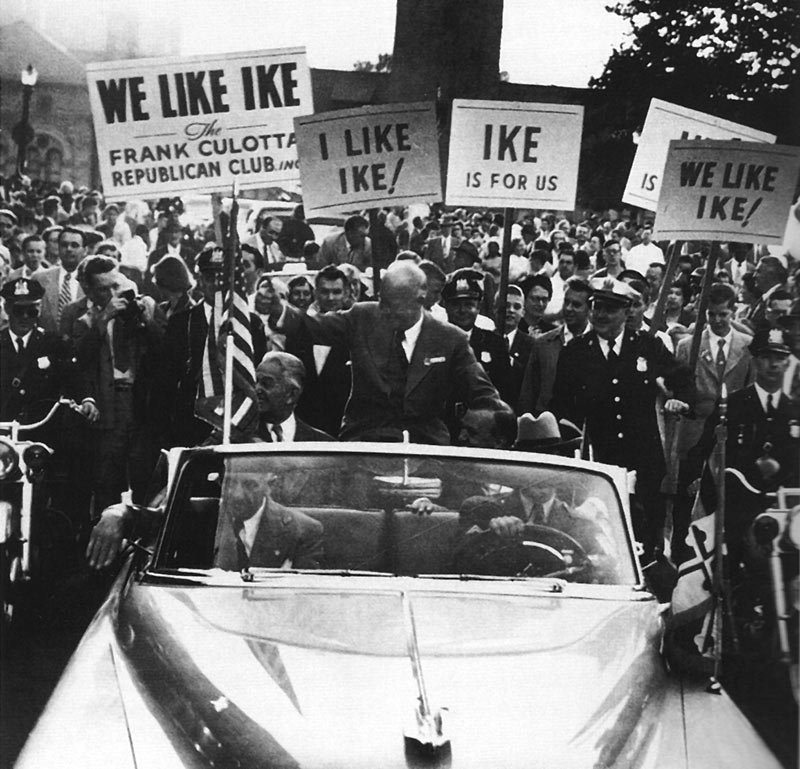
アイゼンハワーの選挙運動、メリーランド州ボルティモア、1952年9月

1952年の共和党全国大会がシカゴで開会されたとき、政治の専門家の大半は代議員の指名投票でタフトとアイゼンハワーはクビの差だと見ていた。デューイ知事やマサチューセッツ州選出の上院議員ヘンリー・カボット・ロッジJr.に率いられるアイゼンハワーの選挙マネジャー達は、タフトがテキサス州やジョージア州のような南部州の代議員票を「盗んでいる」と告発した。これらの州のタフト側指導者が不正にアイゼンハワー支持者にあたる代議員を拒み、その代わりにタフト支持の代議員を入れていると主張した。ロッジとデューイはこれらの州のタフト支持代議員を強制排除し、アイゼンハワー支持の代議員に入れ替えることを提案した。かれらはこの提案を「フェアプレー」と称した。タフトとその支持者達はこの変更に怒って否定したが、党大会ではフェアプレーを658票対548票で支持し、タフトは多くの南部代議員を失うことになった。アイゼンハワーはミシガン州やペンシルベニア州のような幾つかの中立州代議員団が支持を決めて追い風を受けることにもなった。タフト支持の南部州代議員排除と、中立州の支持で、アイゼンハワーの指名が有力になった。しかし、党大会を支配する雰囲気はアメリカ史の中でも最も厳しく感情的なものになっていた。タフト支持者であるイリノイ州選出の上院議員エヴァレット・ダークセンはその演説で、大会会場にいるデューイ知事を指して、共和党を「敗北への道」に導いていると告発し、代議員達からはブーイングと喝采が混じり合った反応があった。結局1回目の指名投票でアイゼンハワーが指名を勝ち取った。この争いで生まれた傷を癒すために、アイゼンハワーはタフトが泊まるホテルのスイートルームを訪れタフトと会見した。続いて党大会では、カリフォルニア州選出の若い上院議員リチャード・ニクソンを副大統領候補に選出した。猛烈な運動家で反共産主義者としてのニクソンの信用が貴重になると感じられた。歴史家の多くは現在、アイゼンハワーの指名は彼が民主党候補に対する「確実な勝者」になるという感覚に主によっていたと考えている。代議員の大半はタフトが一般選挙で勝てると思えば、おそらくタフトを支持したであろう保守派だった。党大会での指名投票結果は以下の通りだった。
| 大統領候補指名投票の結果（1952年共和党） |             |             |
| 投票回                                   | 1（調整前） | 1（調整後） |
| ドワイト・D・アイゼンハワー              | 545         | 845         |
| ロバート・タフト                         | 450         | 280         |
| アール・ウォレン                         | 181         | 77          |
| ハロルド・スタッセン                     | 20          | 0           |
| ダグラス・マッカーサー                   | 10          | 4           |
| トマス・E・デューイ                      | 1           | 0           |

### 民主党の指名
民主党の指名候補者

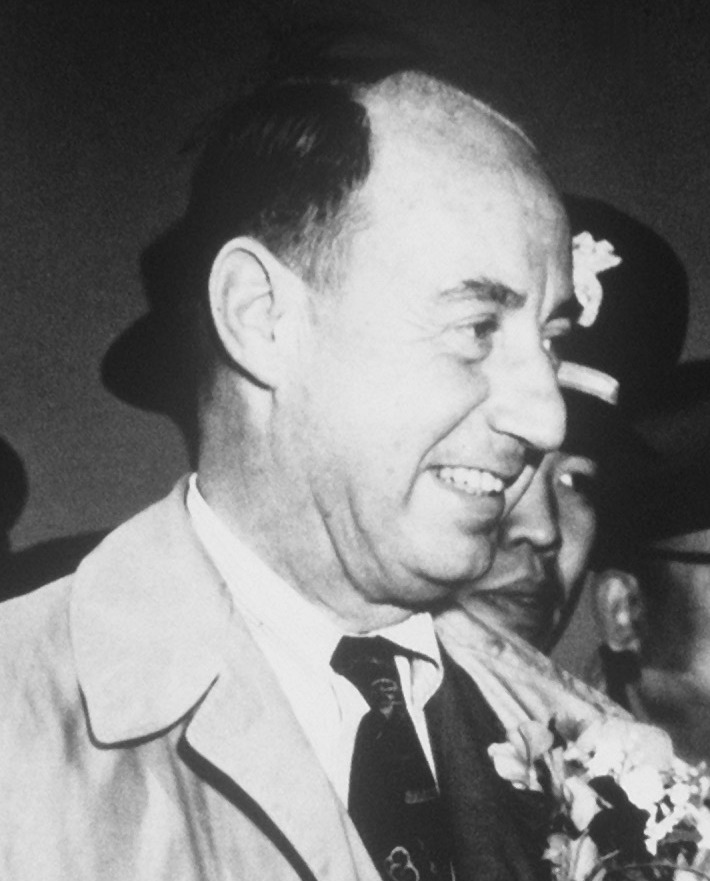
アドレー・スティーブンソン、イリノイ州知事
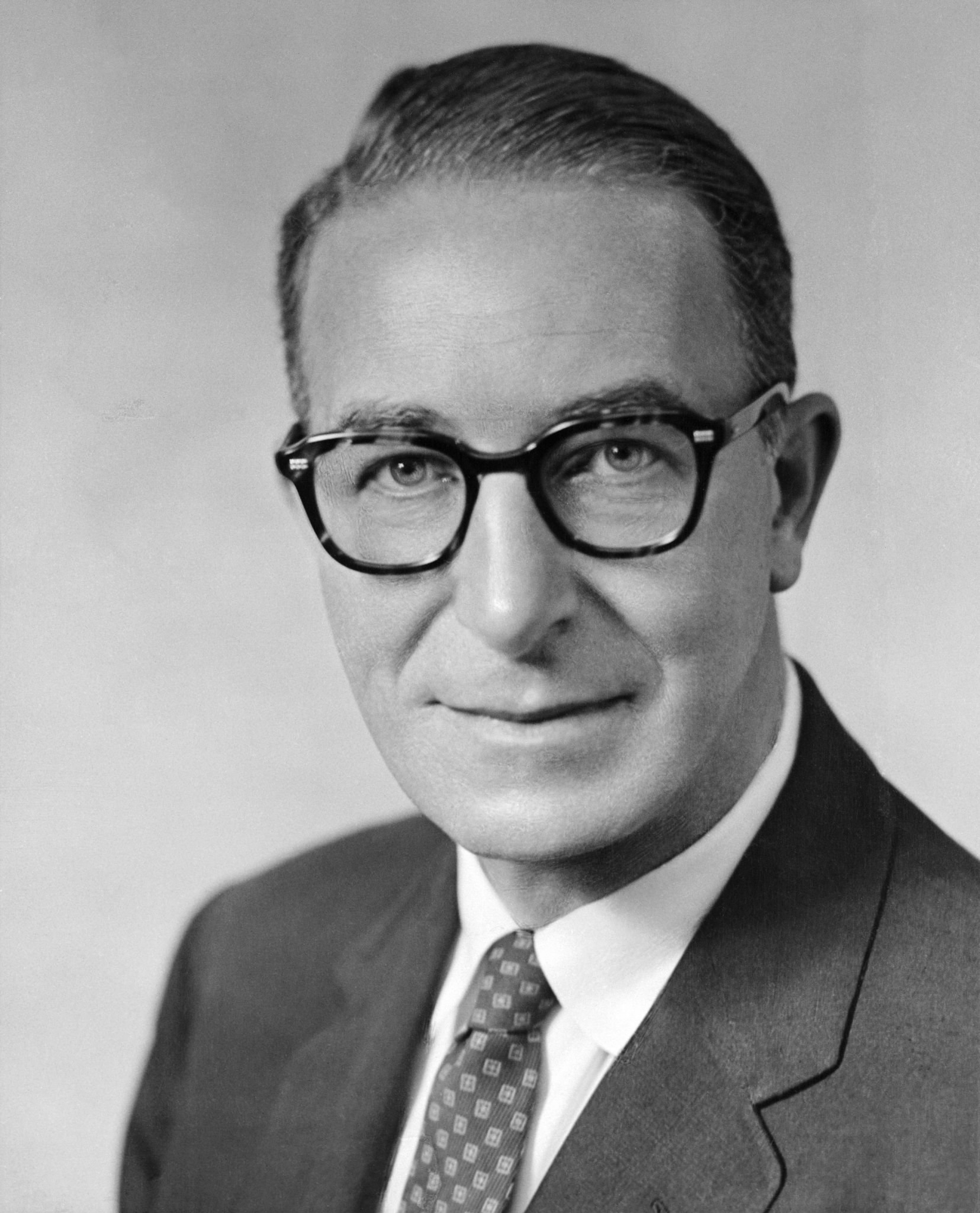
エステス・キーフォーヴァー、テネシー州選出アメリカ合衆国上院議員
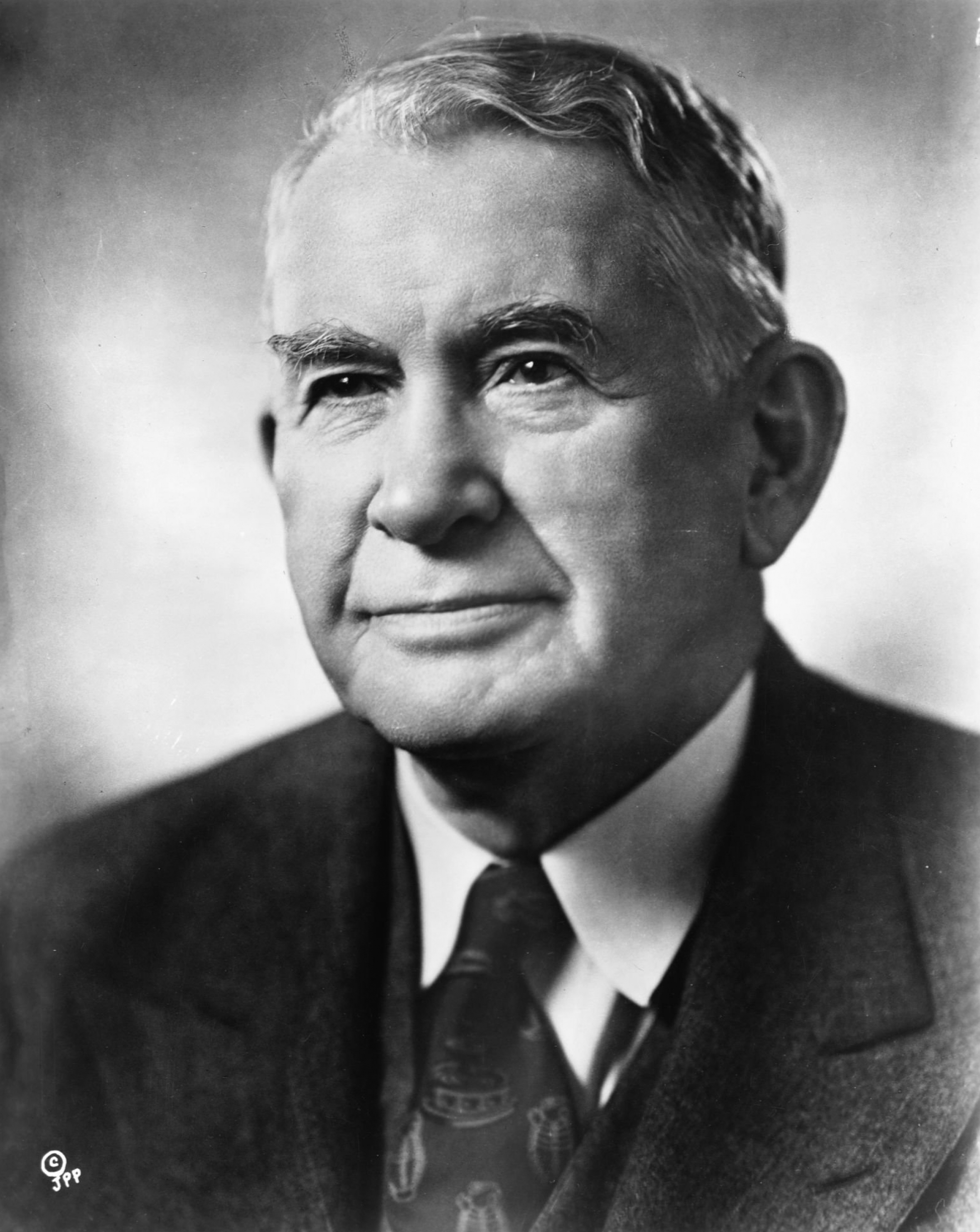
アルバン・W・バークリー、現職副大統領、ケンタッキー州出身
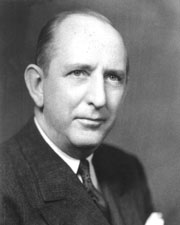
リチャード・ラッセル・ジュニア、ジョージア州選出アメリカ合衆国上院議員
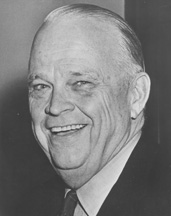
ロバート・S・カー、オクラホマ州選出アメリカ合衆国上院議員
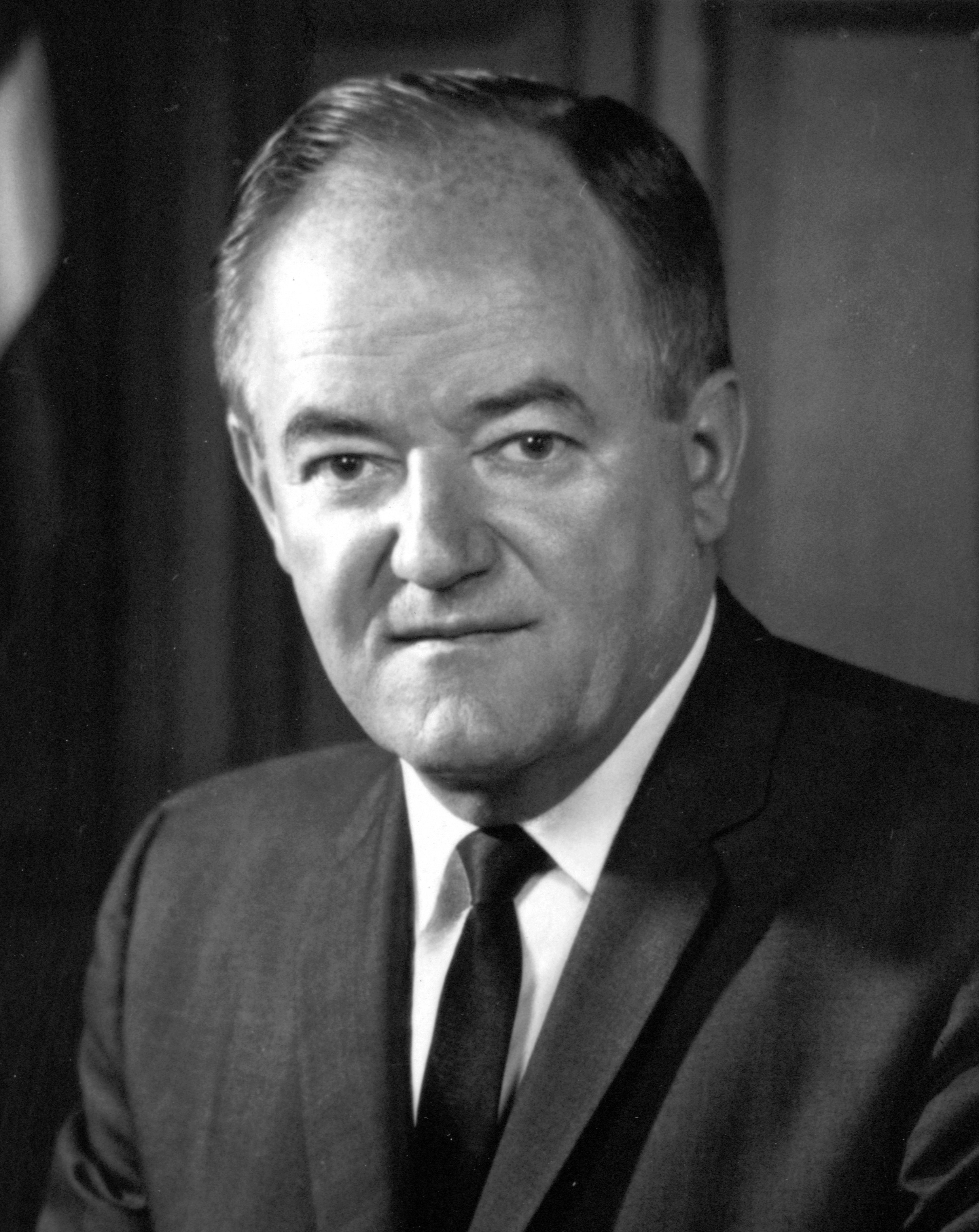
ヒューバート・H・ハンフリー、ミネソタ州選出アメリカ合衆国上院議員
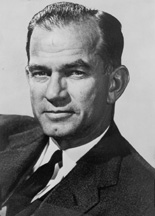
J・ウィリアム・フルブライト、アーカンソー州選出アメリカ合衆国上院議員
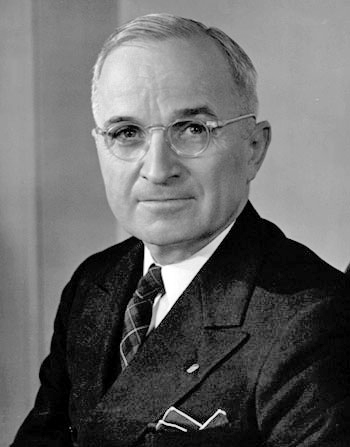
ハリー・S・トルーマン、現職大統領、ミズーリ州出身

- ポール・A・ディーバー、マサチューセッツ州知事

民主党の予想される指名候補者は現職大統領のトルーマンだった。新しく成立したアメリカ合衆国憲法修正第22条は2期を超えて大統領職に就くことを禁じたが、その成立時点で現職だった者には適用されないことになっていたので、再度出馬できる資格があった。しかし、世論調査に拠ればトルーマンはその人気が急落して1952年を迎えていた。損失が多く決着の着かなかった朝鮮戦争は3年目にまで引き摺り、ジョセフ・マッカーシー上院議員の反共産主義運動は迫り来る「赤の脅威」について大衆の恐怖を掻き立て、また連邦政府雇員の間に拡がった汚職の暴露（トルーマン政権の高官を含んでいた）はトルーマンが政治的退潮にあることを示していた。世論調査によるトルーマンの不支持率は66％に達し、この数字は数十年後のリチャード・ニクソンやジョージ・W・ブッシュが超えただけでもあった。
トルーマンの主な対抗馬は人民主義者でテネシー州選出の上院議員エステス・キーフォーヴァーであり、テレビの全国放送で流された1951年の組織犯罪調査を指導し、犯罪や汚職に対する運動家として知られていた。2月15日のギャラップ世論調査ではトルーマンの弱さを示していた。全国レベルでトルーマンは民主党員の36％のみが選択し、対するキーフォーヴァーは21％だった。しかし、支持政党無し層ではトルーマン支持が18％なのに対し、キーフォーヴァーは36％だった。ニューハンプシャー州予備選挙では、キーフォーヴァーが19,800票を得て15,927票のトルーマンを破り、8人の代議員全てを獲得した。キーフォーヴァーは、この勝利が「現政権の政策に対する拒否ではなく、新しい考え方や個性への願望だ」と考えると寛大に語った。トルーマンはこの挫折によって傷つき、間もなく再選を求めないと宣言した（しかし、トルーマンはその回顧録で、キーフォーヴァーに破れるずっと前から再選を求めて出馬しないことに決めていたと主張した）。

キーフォーヴァーは3州を除いて予備選を全て制したが、指名を逃した。
No primary
W. Averell Harriman
Hubert Humphrey
Estes Kefauver
Richard Russell Jr.

トルーマンの撤退で、キーフォーヴァーは指名の一番手になり、予備選挙の大半を制した。しかし、多くの州では党員集会の代議員を州の党員集会で選んでおり、このことは党のボス達、特に大きな北部や中西部の州や都市の市長や知事が民主党候補を選べることを意味していた。これらのボス達（トルーマンを含む）は強くキーフォーヴァーを嫌っていた。キーフォーヴァーが行った組織犯罪の調査はマフィアの人物と大都市の民主党政治組織との結びつきを暴露していた。このことで、ボス達はキーフォーヴァーを信用できない一匹狼と見ており、その指名については支持を拒んだ。その代わりにトルーマン大統領が音頭を取って、他のより許容できる候補者を探し始めた。しかし、他の候補者の大半は大きな弱みがあった。ジョージア州のリチャード・ラッセル・ジュニア上院議員は南部で多くの支持があったが、人種差別を支持し南部の黒人に公民権を与えることに反対していたので、北部の代議員は人種差別主義者として拒絶した。トルーマンはニューヨーク州出身の外交官W・アヴェレル・ハリマンを好んだが選挙で選ばれる役職に就いたことがなく、政治には経験が足りなかった。トルーマンは次にその副大統領アルバン・W・バークリーに目を向けたが、年齢が74歳であり、労働組合の指導者達から年を取りすぎていると拒否された。その他に小型のあるいは地元お気に入りの候補としては、オクラホマ州選出の上院議員ロバート・カー、マサチューセッツ州知事のポール・A・ディーバー、ミネソタ州選出の上院議員ヒューバート・H・ハンフリーおよびアーカンソー州選出の上院議員J・ウィリアム・フルブライトがいた。
間もなく政治的な弱点が少ない候補者が一人現れた。イリノイ州知事アドレー・スティーブンソン2世だった。元副大統領アドレー・E・スティーブンソンの孫であり、イリノイ州でも傑出した家庭の出で、生まれながらの雄弁家、知性があり、政治的には中道という評判だった。1952年春、トルーマン大統領はスティーブンソンに大統領候補になるよう説得を試みたが、スティーブンソンはイリノイ州知事への再選を目指していると言って拒否した。しかし、スティーブンソンは完全に候補者レースから外れたというわけではなく、党大会が近付くと、多くの党ボスさらに通常は政治に無関心な市民までが候補者名簿に載るべきと期待した。

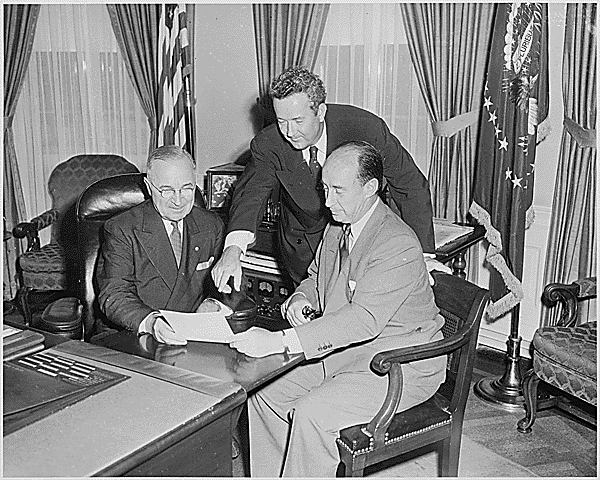
左からトルーマン、スパークマン、スティーブンソン

1952年民主党全国大会はシカゴで開催されたが、数週間前に共和党の大会が開催されたのと同じ会場だった。大会の開催地はスティーブンソン知事の地元だったので、まだ大統領候補になることを拒否していたものの、代議員達に歓迎の挨拶をすることを求められた。スティーブンソンは機知に富み感動するような挨拶を行ったので、その支持者達は彼の抗議にも拘わらず、指名獲得のための一連の行動を始めた。スティーブンソンはイリノイ州代議員のボス、ジャック・アービーと会見した後、遂にその名前を指名候補者リストにいれることを承知した。北部や中西部の他の大きな州から来た党のボス達は直ぐにその支持に加わった。キーフォーヴァーが第1回目の指名投票ではリードしたが、指名を得るには遙かに足りなかった。スティーブンソンは徐々にその力を伸ばし、3回目の投票で指名を獲得した。集会は続いて、保守派の人種差別主義者でアラバマ州選出の上院議員ジョン・スパークマンを副大統領候補に選んだ。次にスティーブンソンが雄弁な受諾演説を行い、「アメリカ人の感性に訴える話をする」という有名な約束をした。
民主党全国大会での指名投票結果は以下の通りだった。候補者達は投票のいずれかの回での最高得票数で組織され、1回の投票で20票以上を獲得すればリストされる。1952年民主党全国大会は大統領候補者を選ぶために1回を超える投票が行われたことでは最後の機会となった。
| 大統領候補指名投票の結果（1952年民主党） | 大統領候補指名投票の結果（1952年民主党） | 大統領候補指名投票の結果（1952年民主党） | 大統領候補指名投票の結果（1952年民主党） |
| 投票回                                   | 1                                        | 2                                        | 3                                        |
| アドレー・スティーブンソン               | 273                                      | 324.5                                    | 617.5                                    |
| エステス・キーフォーヴァー               | 340                                      | 362.5                                    | 275.5                                    |
| リチャード・ラッセル・ジュニア           | 268                                      | 294                                      | 261                                      |
| W・アヴェレル・ハリマン                  | 123.5                                    | 121                                      | 0                                        |
| アルバン・W・バークリー                  | 48.5                                     | 78.5                                     | 67.5                                     |
| ロバート・S・カー                        | 65                                       | 5.5                                      | 0                                        |
| ポール・A・ディーバー                    | 37.5                                     | 30.5                                     | 0.5                                      |
| ヒューバート・H・ハンフリー              | 26                                       | 0                                        | 0                                        |
| J・ウィリアム・フルブライト              | 22                                       | 0                                        | 0                                        |
| その他                                   | 26.5                                     | 13.5                                     | 8                                        |
| ---------------------------------------- | ---------------------------------------- | ---------------------------------------- | ---------------------------------------- |

## 一般選挙

### 秋の選挙運動

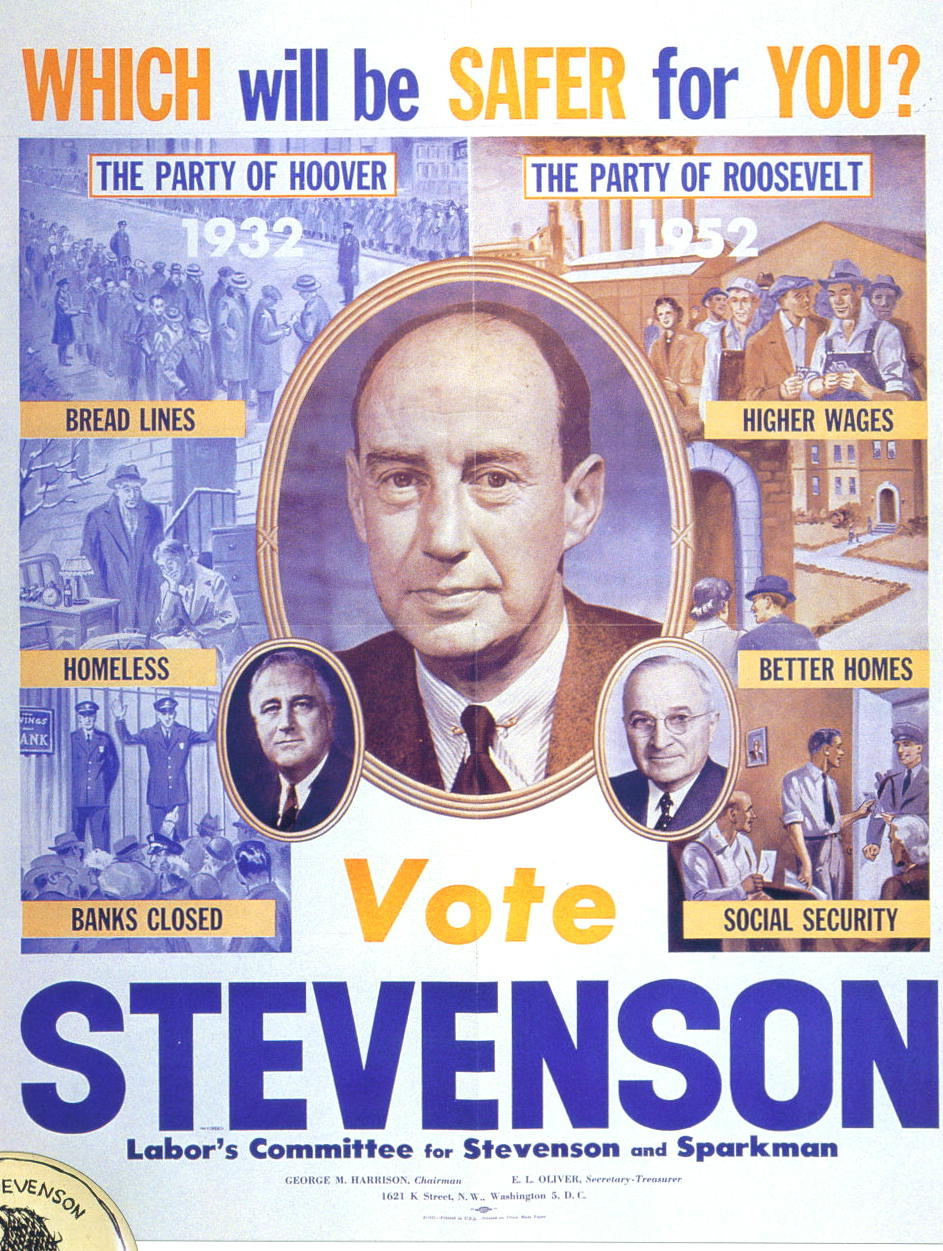
スティーブンソン陣営のポスター
_{共和党に政権が移れば世界大恐慌時代の再来になる、と訴えている}

アイゼンハワーは朝鮮問題、共産主義および汚職を選挙運動の主題にした。すなわち、現行トルーマン政権がこれらの問題に対処して失敗していると共和党が見なしている事柄だった。共和党は朝鮮で戦う準備が十分にできていなかったことで民主党を非難した。民主党は連邦政府内に共産主義者のスパイを「泳がせている」と告発した。また多くの役職者が様々な犯罪で告発されているトルーマン内閣を攻撃した。民主党はこれに反論して、マッカーシー上院議員やその他共和党の保守派を政府職員の人権を見境もなく蹂躙する「恐怖利用者」だと批判した。多くの民主党員は、アイゼンハワーがウィスコンシンで計画された選挙遊説で、用意していたマッカーシーの方法を批判する原稿を読まず、あたかもマッカーシーを支持しているかのようにマッカーシーと握手しているところを写真に撮られることに同意したので、特に動揺した。
しかしアイゼンハワーはこのような事故にも拘わらず、第二次世界大戦で果たした指導的役割からくる大きな個人的人気を保持し続け、国中で彼を見るために大群衆が集まった。その選挙スローガン「I Like Ike」（アイ・ライク・アイク）はアメリカ史の中でも最も親しまれたものである。スティーブンソンは全国で一連の感銘深い演説を行うことに集中した。彼も大きな聴衆を惹き付けた。スティーブンソンのスタイルは知識人や学者を感動させたが、政治の専門家の中にはその聴衆の「頭の上で」話しているのではないかと思う者がおり、彼の禿頭や知的な顔つきをもとに「卵頭」と渾名を付けた。アイゼンハワーは選挙運動期間の世論調査でもかなりのリードを続けた。
1952年の選挙運動期間の中でも著名な出来事は、副大統領候補のニクソンにまつわるものであった。副大統領候補選定前よりニクソンは、ニクソンが金銭的に余裕がないことを知った地元の支持者たちが作った支援基金団体から、政治活動資金のための資金援助を受けていたが、リベラル派であったニューヨーク・ポスト紙は、副大統領候補選定後の9月にこれを「ニクソンの秘密信託基金」と批判し（なお、当時この様な支援基金団体を経由した資金援助は民主党のスティーブンソンらも受けていた）、さらに「物品の提供も受けた」とも批判した。その後アイゼンハワーの選対本部はこの記事が大統領選に与える影響を憂慮し、選対本部の一部はニクソンを副大統領候補から降ろすことを画策しはじめた。

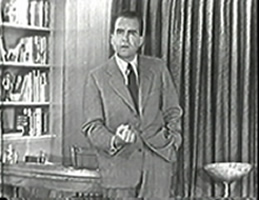
「チェッカーズ・スピーチ」を行うニクソン

これに対してニクソンは、その後有名になるスピーチ「チェッカーズ・スピーチ」を行い、自らに対する攻撃に対して反論した。その中でニクソンは個人資産の詳細を事細かく説明したほか、民主党のハリー・トルーマン政権の閣僚の妻達の中に、「院外活動をする人々から高価な毛皮のコートを受け取った」と告発されている者がいた事を受け、横に座る妻のパットが「ミンクのコートを持ってはいないが、尊敬すべき共和党員に相応しい布で出来た質素なコートを着用している」といいトルーマン政権の閣僚を皮肉るとともに、提供された資金を私的に使用したことを明確に否定した。併せて、「物品の提供を受けたことはないが、『チェッカーズ』と名付けられたコッカースパニエル（犬）をもらったことはある。しかし、娘がそれを愛しているので返すつもりはない」と述べた。さらに「自分が副大統領候補を辞退するべきか否かについての意見を、共和党全国委員会に伝えてほしい」と訴えた。
この放送は、その後「チェッカーズ・スピーチ」と呼ばれるほどの大きな反響を視聴者に与えるとともに、「提供された資金を私的に流用した」という批判を払拭し、ニクソンに対する同情と支持を集めることに成功した。さらに、ニクソンを引き続き副大統領候補としてとどめることを要求する視聴者からの連絡が共和党全国委員会に殺到したことで、副大統領候補の辞退さえ迫られていたニクソンは、引き続き副大統領候補としてとどまることになった。
両党の選挙運動はテレビ広告を活用した。"アイク"アイゼンハワーの有名な広告は無償交付で心温まるアニメであり、「アイ・ライク・アイク」と呼ばれるアーヴィング・バーリン作曲のサウンドトラック付きだった。初めて候補者の個人病歴が公表され、また個人の資産状況履歴も公表された。選挙運動の終わり近く、アイゼンハワーはその主要演説で、もし選挙に勝てば朝鮮に行って戦争を終わらせることができるか判断すると宣言した。アイゼンハワーの大きな軍人としての権威は大衆が紛争に疲れていたことと合わさり、勝利するために必要とした最後の景気づけとなった。
1952年11月4日の投票日、アイゼンハワーは一般投票の55％、48州のうち39州を制して決定的な勝利を得た。レコンストラクション以降共和党が一度しか制したことの無かった南部州4州、すなわちバージニア州、テネシー州、フロリダ州およびテキサス州も制した。

### 結果
| 大統領選の結果                             |            |            |            |              |                                       |              |
| 大統領候補者 出身州                        | 党         | 得票数     | 得票率     | 選挙人得票数 | 副大統領候補者 出身州                 | 選挙人得票数 |
| ドワイト・D・アイゼンハワー ニューヨーク州 | 共和党     | 34,075,529 | 55.2%      | 442          | リチャード・ニクソン カリフォルニア州 | 442          |
| アドレー・スティーブンソン イリノイ州      | 民主党     | 27,375,090 | 44.3%      | 89           | ジョン・スパークマン アラバマ州       | 89           |
| ビンセント・ハリナン カリフォルニア州      | 進歩党     | 140,746    | 0.2%       | 0            | シャーロッタ・バス ニューヨーク州     | 0            |
| スチュアート・ハンブレン テキサス州        | 禁酒党     | 73,412     | 0.1%       | 0            | エノック・ホルトウィック イリノイ州   | 0            |
| ダグラス・マッカーサー ウィスコンシン州    | 立憲党     | 17,205     | 0.0%       | 0            | ハリー・バード バージニア州           | 0            |
| その他                                     | -          | 87,165     | 0.1%       | 0            | -                                     | 0            |
| 合計                                       | 合計       | 61,769,147 | 100%       | 531          | -                                     | 531          |
| 選出必要数                                 | 選出必要数 | 選出必要数 | 選出必要数 | 266          | -                                     | 266          |

#### 州ごとの結果
| アイゼンハワー/ニクソンが勝利した州       |
| スティーブンソン/スパークマンが勝利した州 |

|                      |          | ドワイト・D・アイゼンハワー 共和党 | ドワイト・D・アイゼンハワー 共和党 | ドワイト・D・アイゼンハワー 共和党 | アドレー・スティーブンソン 民主党 | アドレー・スティーブンソン 民主党 | アドレー・スティーブンソン 民主党 | ビンセント・ハリナン 進歩党 | ビンセント・ハリナン 進歩党 | ビンセント・ハリナン 進歩党 | スチュアート・ハンブレン 禁酒党 | スチュアート・ハンブレン 禁酒党 | スチュアート・ハンブレン 禁酒党 | エリック・ハス 社会主義労働者党 | エリック・ハス 社会主義労働者党 | エリック・ハス 社会主義労働者党 | 票差      | 票差   | 州計       | 州計 |
| 州                   | 選挙人数 | #                                  | %                                  | 選挙人数                           | #                                 | %                                 | 選挙人数                          | #                           | %                           | 選挙人数                    | #                               | %                               | 選挙人数                        | #                               | %                               | 選挙人数                        | #         | %      | #          |      |
| -------------------- | -------- | ---------------------------------- | ---------------------------------- | ---------------------------------- | --------------------------------- | --------------------------------- | --------------------------------- | --------------------------- | --------------------------- | --------------------------- | ------------------------------- | ------------------------------- | ------------------------------- | ------------------------------- | ------------------------------- | ------------------------------- | --------- | ------ | ---------- | ---- |
| アラバマ州           | 11       | 149,231                            | 35.02                              | -                                  | 275,075                           | 64.55                             | 11                                | -                           | -                           | -                           | 1,814                           | 0.43                            | -                               | -                               | -                               | -                               | -125,844  | -29.53 | 426,120    | AL   |
| アリゾナ州           | 4        | 152,042                            | 58.35                              | 4                                  | 108,528                           | 41.65                             | -                                 | -                           | -                           | -                           | -                               | -                               | -                               | -                               | -                               | -                               | 43,514    | 16.70  | 260,570    | AZ   |
| アーカンソー州       | 8        | 177,155                            | 43.76                              | -                                  | 226,300                           | 55.90                             | 8                                 | -                           | -                           | -                           | 886                             | 0.22                            | -                               | 1                               | 0.00                            | -                               | -49,145   | -12.14 | 404,800    | AR   |
| カリフォルニア州     | 32       | 3,035,587                          | 56.83                              | 32                                 | 2,257,646                         | 42.27                             | -                                 | 24,692                      | 0.46                        | -                           | 16,117                          | 0.30                            | -                               | 273                             | 0.01                            | -                               | 777,941   | 14.56  | 5,341,603  | CA   |
| コロラド州           | 6        | 379,782                            | 60.27                              | 6                                  | 245,504                           | 38.96                             | -                                 | 1,919                       | 0.30                        | -                           | -                               | -                               | -                               | 352                             | 0.06                            | -                               | 134,278   | 21.31  | 630,103    | CO   |
| コネチカット州       | 8        | 611,012                            | 55.70                              | 8                                  | 481,649                           | 43.91                             | -                                 | 1,466                       | 0.13                        | -                           | -                               | -                               | -                               | 535                             | 0.05                            | -                               | 129,363   | 11.79  | 1,096,911  | CT   |
| デラウェア州         | 3        | 90,059                             | 51.75                              | 3                                  | 83,315                            | 47.88                             | -                                 | 155                         | 0.09                        | -                           | 234                             | 0.13                            | -                               | 242                             | 0.14                            | -                               | 6,744     | 3.88   | 174,025    | DE   |
| フロリダ州           | 10       | 544,036                            | 54.99                              | 10                                 | 444,950                           | 44.97                             | -                                 | -                           | -                           | -                           | -                               | -                               | -                               | -                               | -                               | -                               | 99,086    | 10.02  | 989,337    | FL   |
| ジョージア州         | 12       | 198,979                            | 30.34                              | -                                  | 456,823                           | 69.66                             | 12                                | -                           | -                           | -                           | -                               | -                               | -                               | -                               | -                               | -                               | -257,844  | -39.32 | 655,803    | GA   |
| アイダホ州           | 4        | 180,707                            | 65.42                              | 4                                  | 95,081                            | 34.42                             | -                                 | 443                         | 0.16                        | -                           | -                               | -                               | -                               | -                               | -                               | -                               | 85,626    | 31.00  | 276,231    | ID   |
| イリノイ州           | 27       | 2,457,327                          | 54.84                              | 27                                 | 2,013,920                         | 44.94                             | -                                 | -                           | -                           | -                           | -                               | -                               | -                               | 9,363                           | 0.21                            | -                               | 443,407   | 9.90   | 4,481,058  | IL   |
| インディアナ州       | 13       | 1,136,259                          | 58.11                              | 13                                 | 801,530                           | 40.99                             | -                                 | 1,222                       | 0.06                        | -                           | 15,335                          | 0.78                            | -                               | 979                             | 0.05                            | -                               | 334,729   | 17.12  | 1,955,325  | IN   |
| アイオワ州           | 10       | 808,906                            | 63.75                              | 10                                 | 451,513                           | 35.59                             | -                                 | 5,085                       | 0.40                        | -                           | 2,882                           | 0.23                            | -                               | 139                             | 0.01                            | -                               | 357,393   | 28.17  | 1,268,773  | IA   |
| カンザス州           | 8        | 616,302                            | 68.77                              | 8                                  | 273,296                           | 30.50                             | -                                 | -                           | -                           | -                           | 6,038                           | 0.67                            | -                               | -                               | -                               | -                               | 343,006   | 38.27  | 896,166    | KS   |
| ケンタッキー州       | 10       | 495,029                            | 49.84                              | -                                  | 495,729                           | 49.91                             | 10                                | 336                         | 0.03                        | -                           | 1,161                           | 0.12                            | -                               | 893                             | 0.09                            | -                               | -700      | -0.07  | 993,148    | KY   |
| ルイジアナ州         | 10       | 306,925                            | 47.08                              | -                                  | 345,027                           | 52.92                             | 10                                | -                           | -                           | -                           | -                               | -                               | -                               | -                               | -                               | -                               | -38,102   | -5.84  | 651,952    | LA   |
| メイン州             | 5        | 232,353                            | 66.05                              | 5                                  | 118,806                           | 33.77                             | -                                 | 332                         | 0.09                        | -                           | -                               | -                               | -                               | 156                             | 0.04                            | -                               | 113,547   | 32.28  | 351,786    | ME   |
| メリーランド州       | 9        | 499,424                            | 55.36                              | 9                                  | 395,337                           | 43.83                             | -                                 | 7,313                       | 0.81                        | -                           | -                               | -                               | -                               | -                               | -                               | -                               | 104,087   | 11.54  | 902,074    | MD   |
| マサチューセッツ州   | 16       | 1,292,325                          | 54.22                              | 16                                 | 1,083,525                         | 45.46                             | -                                 | 4,636                       | 0.19                        | -                           | 886                             | 0.04                            | -                               | 1,957                           | 0.08                            | -                               | 208,800   | 8.76   | 2,383,398  | MA   |
| ミシガン州           | 20       | 1,551,529                          | 55.44                              | 20                                 | 1,230,657                         | 43.97                             | -                                 | 3,922                       | 0.14                        | -                           | 10,331                          | 0.37                            | -                               | 1,495                           | 0.05                            | -                               | 320,872   | 11.47  | 2,798,592  | MI   |
| ミネソタ州           | 11       | 763,211                            | 55.33                              | 11                                 | 608,458                           | 44.11                             | -                                 | 2,666                       | 0.19                        | -                           | 2,147                           | 0.16                            | -                               | 2,383                           | 0.17                            | -                               | 154,753   | 11.22  | 1,379,483  | MN   |
| ミシシッピ州         | 8        | 112,966                            | 39.56                              | -                                  | 172,566                           | 60.44                             | 8                                 | -                           | -                           | -                           | -                               | -                               | -                               | -                               | -                               | -                               | -59,600   | -20.87 | 285,532    | MS   |
| ミズーリ州           | 13       | 959,429                            | 50.71                              | 13                                 | 929,830                           | 49.14                             | -                                 | 987                         | 0.05                        | -                           | 885                             | 0.05                            | -                               | 169                             | 0.01                            | -                               | 29,599    | 1.56   | 1,892,062  | MO   |
| モンタナ州           | 4        | 157,394                            | 59.39                              | 4                                  | 106,213                           | 40.07                             | -                                 | 723                         | 0.27                        | -                           | 548                             | 0.21                            | -                               | -                               | -                               | -                               | 51,181    | 19.31  | 265,037    | MT   |
| ネブラスカ州         | 6        | 421,603                            | 69.15                              | 6                                  | 188,057                           | 30.85                             | -                                 | -                           | -                           | -                           | -                               | -                               | -                               | -                               | -                               | -                               | 233,546   | 38.31  | 609,660    | NE   |
| ネバダ州             | 3        | 50,502                             | 61.45                              | 3                                  | 31,688                            | 38.55                             | -                                 | -                           | -                           | -                           | -                               | -                               | -                               | -                               | -                               | -                               | 18,814    | 22.89  | 82,190     | NV   |
| ニューハンプシャー州 | 4        | 166,287                            | 60.92                              | 4                                  | 106,663                           | 39.08                             | -                                 | -                           | -                           | -                           | -                               | -                               | -                               | -                               | -                               | -                               | 59,624    | 21.84  | 272,950    | NH   |
| ニュージャージー州   | 16       | 1,374,613                          | 56.81                              | 16                                 | 1,015,902                         | 41.99                             | -                                 | 5,589                       | 0.23                        | -                           | 989                             | 0.04                            | -                               | 5,815                           | 0.24                            | -                               | 358,711   | 14.83  | 2,419,554  | NJ   |
| ニューメキシコ州     | 4        | 132,170                            | 55.39                              | 4                                  | 105,661                           | 44.28                             | -                                 | 225                         | 0.09                        | -                           | 297                             | 0.12                            | -                               | 35                              | 0.01                            | -                               | 26,509    | 11.11  | 238,608    | NM   |
| ニューヨーク州       | 45       | 3,952,815                          | 55.45                              | 45                                 | 3,104,601                         | 43.55                             | -                                 | 64,211                      | 0.90                        | -                           | -                               | -                               | -                               | 1,560                           | 0.02                            | -                               | 848,214   | 11.90  | 7,128,241  | NY   |
| ノースカロライナ州   | 14       | 558,107                            | 46.09                              | -                                  | 652,803                           | 53.91                             | 14                                | -                           | -                           | -                           | -                               | -                               | -                               | -                               | -                               | -                               | -94,696   | -7.82  | 1,210,910  | NC   |
| ノースダコタ州       | 4        | 191,712                            | 70.97                              | 4                                  | 76,694                            | 28.39                             | -                                 | 344                         | 0.13                        | -                           | 302                             | 0.11                            | -                               | -                               | -                               | -                               | 115,018   | 42.58  | 270,127    | ND   |
| オハイオ州           | 25       | 2,100,391                          | 56.76                              | 25                                 | 1,600,367                         | 43.24                             | -                                 | -                           | -                           | -                           | -                               | -                               | -                               | -                               | -                               | -                               | 500,024   | 13.51  | 3,700,758  | OH   |
| オクラホマ州         | 8        | 518,045                            | 54.59                              | 8                                  | 430,939                           | 45.41                             | -                                 | -                           | -                           | -                           | -                               | -                               | -                               | -                               | -                               | -                               | 87,106    | 9.18   | 948,984    | OK   |
| オレゴン州           | 6        | 420,815                            | 60.54                              | 6                                  | 270,579                           | 38.93                             | -                                 | 3,665                       | 0.53                        | -                           | -                               | -                               | -                               | -                               | -                               | -                               | 150,236   | 21.61  | 695,059    | OR   |
| ペンシルベニア州     | 32       | 2,415,789                          | 52.74                              | 32                                 | 2,146,269                         | 46.85                             | -                                 | 4,222                       | 0.09                        | -                           | 8,951                           | 0.20                            | -                               | 1,377                           | 0.03                            | -                               | 269,520   | 5.88   | 4,580,969  | PA   |
| ロードアイランド州   | 4        | 210,935                            | 50.89                              | 4                                  | 203,293                           | 49.05                             | -                                 | 187                         | 0.05                        | -                           | -                               | -                               | -                               | 83                              | 0.02                            | -                               | 7,642     | 1.84   | 414,498    | RI   |
| サウスカロライナ州   | 8        | 168,082                            | 49.28                              | -                                  | 173,004                           | 50.72                             | 8                                 | -                           | -                           | -                           | -                               | -                               | -                               | -                               | -                               | -                               | -4,922    | -1.44  | 341,086    | SC   |
| サウスダコタ州       | 4        | 203,857                            | 69.27                              | 4                                  | 90,426                            | 30.73                             | -                                 | -                           | -                           | -                           | -                               | -                               | -                               | -                               | -                               | -                               | 113,431   | 38.54  | 294,283    | SD   |
| テネシー州           | 11       | 446,147                            | 49.99                              | 11                                 | 443,710                           | 49.71                             | -                                 | 885                         | 0.10                        | -                           | 1,432                           | 0.16                            | -                               | -                               | -                               | -                               | 2,437     | 0.27   | 892,553    | TN   |
| テキサス州           | 24       | 1,102,878                          | 53.13                              | 24                                 | 969,228                           | 46.69                             | -                                 | 294                         | 0.01                        | -                           | 1,983                           | 0.10                            | -                               | -                               | -                               | -                               | 133,650   | 6.44   | 2,075,946  | TX   |
| ユタ州               | 4        | 194,190                            | 58.93                              | 4                                  | 135,364                           | 41.07                             | -                                 | -                           | -                           | -                           | -                               | -                               | -                               | -                               | -                               | -                               | 58,826    | 17.85  | 329,554    | UT   |
| バーモント州         | 3        | 109,717                            | 71.45                              | 3                                  | 43,355                            | 28.23                             | -                                 | 282                         | 0.18                        | -                           | -                               | -                               | -                               | -                               | -                               | -                               | 66,362    | 43.22  | 153,557    | VT   |
| バージニア州         | 12       | 349,037                            | 56.32                              | 12                                 | 268,677                           | 43.36                             | -                                 | 311                         | 0.05                        | -                           | -                               | -                               | -                               | 1,160                           | 0.19                            | -                               | 80,360    | 12.97  | 619,689    | VA   |
| ワシントン州         | 9        | 599,107                            | 54.33                              | 9                                  | 492,845                           | 44.69                             | -                                 | 2,460                       | 0.22                        | -                           | -                               | -                               | -                               | 633                             | 0.06                            | -                               | 106,262   | 9.64   | 1,102,708  | WA   |
| ウェストバージニア州 | 8        | 419,970                            | 48.08                              | -                                  | 453,578                           | 51.92                             | 8                                 | -                           | -                           | -                           | -                               | -                               | -                               | -                               | -                               | -                               | -33,608   | -3.85  | 873,548    | WV   |
| ウィスコンシン州     | 12       | 979,744                            | 60.95                              | 12                                 | 622,175                           | 38.71                             | -                                 | 2,174                       | 0.14                        | -                           | -                               | -                               | -                               | 770                             | 0.05                            | -                               | 357,569   | 22.25  | 1,607,370  | WI   |
| ワイオミング州       | 3        | 81,047                             | 62.71                              | 3                                  | 47,934                            | 37.09                             | -                                 | -                           | -                           | -                           | 194                             | 0.15                            | -                               | 36                              | 0.03                            | -                               | 33,113    | 25.62  | 129,251    | WY   |
| 合計:                | 531      | 34,075,529                         | 55.18                              | 442                                | 27,375,090                        | 44.33                             | 89                                | 140,746                     | 0.23                        | -                           | 73,412                          | 0.12                            | -                               | 30,406                          | 0.05                            | -                               | 6,700,439 | 10.85  | 61,751,942 | US   |

### 接戦だった州
青字は民主党、赤字は共和党が勝利したことを示す。数字は得票率の差。
得票率差1％未満 (選挙人数21):
1. ケンタッキー州, 0.07%
2. テネシー州, 0.27%

得票率差5％未満 (選挙人数36):
1. サウスカロライナ州, 1.44%
2. ミズーリ州, 1.56%
3. ロードアイランド州, 1.84%
4. ウェストバージニア州, 3.85%
5. デラウェア州, 3.88%

得票率差5％以上10％未満 (選挙人数140):
1. ルイジアナ州, 5.84%
2. ペンシルベニア州, 5.88%
3. テキサス州, 6.44%
4. ノースカロライナ州, 7.82%
5. マサチューセッツ州, 8.76%
6. オクラホマ州, 9.18%
7. ワシントン州, 9.64%
8. イリノイ州, 9.90%